# Equação de Raychaudhuri
Na relatividade geral, a equação de Raychaudhuri, ou equação de Landau-Raychaudhuri, é um resultado fundamental que descreve o movimento de porções de matéria próximas. A equação oferece uma validação simples e geral de nossa expectativa intuitiva de que a gravitação deveria ser uma força atrativa universal entre quaisquer duas porções de massa-energia na relatividade geral, como é na teoria da gravitação de Newton.
A equação foi descoberta independentemente pelo físico indiano Amal Kumar Raychaudhuri e pelo físico soviético Lev Landau.

## Declaração matemática
Dado um campo vectorial de unidade de tempo {\displaystyle {\vec {X}}} (que pode ser interpretado como uma família ou congruência de linhas do universo não-interceptadas através da curva integral, não necessariamente geodésicas), a equação de Raychaudhuri pode ser escrita
{\displaystyle {\dot {\theta }}=-{\frac {\theta ^{2}}{3}}-2\sigma ^{2}+2\omega ^{2}-{E[{\vec {X}}]^{a}}_{a}+{{\dot {X}}^{a}}_{;a}}
onde
{\displaystyle \sigma ^{2}={\frac {1}{2}}\sigma _{mn}\,\sigma ^{mn},\;\omega ^{2}={\frac {1}{2}}\omega _{mn}\,\omega ^{mn}}
são (não-negativas) invariantes quadráticas do tensor de cisalhamento
{\displaystyle \sigma _{ab}=\theta _{ab}-{\frac {1}{3}}\,\theta \,h_{ab}}
e o tensor de vorticidade
{\displaystyle \omega _{ab}={h^{m}}_{a}\,{h^{n}}_{b}X_{[m;n]}}
respectivamente. Aqui,
{\displaystyle \theta _{ab}={h^{m}}_{a}\,{h^{n}}_{b}X_{(m;n)}}
é o tensor de expansão, {\displaystyle \theta } é o seu traço, chamado de escalar de expansão, e
{\displaystyle h_{ab}=g_{ab}+X_{a}\,X_{b}}
é o tensor de projeção nos hiperplanos ortogonais a {\displaystyle {\vec {X}}}. Além disso, o ponto denota diferenciação em relação ao tempo próprio contado ao longo das linhas do universo na congruência. Finalmente, o traço do tensor das marés {\displaystyle E[{\vec {X}}]_{ab}} também pode ser escrito
{\displaystyle {E[{\vec {X}}]^{a}}_{a}=R_{mn}\,X^{m}\,X^{n}}
Esta quantidade é às vezes chamada de Escala de Raychaudhuri.